# フォッケウルフ Ta152
Ta152

Ta152H-0
 2083号機(1945年撮影)
- 用途：迎撃戦闘機
- 分類：戦闘機
- 設計者：クルト・タンク
- 製造者：フォッケ・ヴルフ・フルークツォイクバウ社
- 運用者：ドイツ空軍
- 初飛行：1944年秋頃[* 1]
- 生産数：67機 - 百数十機
- 運用開始：1945年1月
- 退役：1945年5月
- 運用状況：退役

Ta152（Focke-Wulf Ta152）は、第二次世界大戦末期にドイツの航空機メーカー・フォッケウルフによって製造された戦闘機。主任設計者であるクルト・タンクの名から「Ta」とつけられた。

## 概要
第二次世界大戦時、メッサーシュミット社の Bf109と共にドイツ空軍の主力戦闘機として活躍した空冷戦闘機フォッケウルフ Fw190A型を液冷エンジンに換装し高々度性能を改善させたFw190D型、それをさらに発展させた戦闘機。全幅14.44mと高いアスペクト比を持った主翼と与圧キャビンを装備する高々度戦闘機型のH-0型、H-1型の他に、11.0mと従来のFw190とほぼ同じ翼幅をもった重武装のC型などが開発された。「究極のレシプロ戦闘機」と紹介されることもある（詳しくは後述）。ただしすでに戦争は末期となっていたため生産数は少数にとどまり、戦局には寄与しなかった。

## Fw190
クルト・タンク設計による空冷エンジン搭載の戦闘機Fw190は当初、ドイツ空軍の主力戦闘機であった液冷エンジン搭載のBf109の補助という位置づけで開発されたものであった。（初飛行は1939年6月1日、実戦デビューが1941年8月）だが、当時のBf109E型が搭載していたDB601Aが離昇出力1,075馬力にすぎなかったところ、Fw190の初期の量産型であるA-3型は離昇出力1,700馬力のBMW 801Dを搭載しており、Bf109をしのぐ重武装を搭載することができ、一時期は連合軍機を圧倒することができた。余裕のある馬力と頑丈な機体、頑丈でスパンの広い降着装置は、戦闘爆撃機型や突撃機型など様々な発展型を産み、前線の飛行場での運用、整備も容易であり、補助戦闘機としての枠を越え、ドイツ空軍の第二の主力戦闘機として大いに活躍した。
だがFw190の搭載するエンジンBMW801は、一段二速の遠心式過給器を備え、高度 5,600 - 5,700mで1,440馬力を発揮したものの、高度6,000 - 7,000mを超えると出力が急激に低下した。これらはデビュー当時には問題にならなかったが、将来的に連合軍の高高度重爆撃機の迎撃やその護衛戦闘機との高高度戦闘を考えると憂慮すべき問題であった。高高度飛行がFw190より優れていたBf109は、徹底した小型化がメインコンセプトであったため、重武装がしがたいという問題を抱えていたからである。
以上のことからタンクはFw190の高々度性能改善の必要性を訴え、3つの改善のプランが練られた。一つは空冷BMW801のままその性能強化を図ったFw190Bであったが、これは液体亜酸化窒素を使用する出力強化装置GM-1の導入を試みたものの全く要求の性能が得られず、廃案。次に、液冷倒立V型12気筒DB603エンジンに換装し、排気タービン過給器を導入したFw190Cは、排気タービン過給器の耐久性・信頼性に難があり、さらに操縦性もよくないと言うことでやはり廃案。最終的に液冷倒立V型12気筒Jumo213A-1エンジン（離昇出力1,776馬力、高度5,800 mで1,600馬力）を搭載し、胴体を若干延長したFw190D-9（愛称：ドーラ Dora）が採用され、1944年8月より量産されることとなった。しかしこの型は高高度性能の向上を果たし、操縦性、運動性とも悪くなかったものの、液冷エンジンへの換装による重量増もあり、武装は空冷Fw190Aより後退していた。
しかしタンクはさらなる改良型の計画を進めていた。それが、より優れた液冷エンジンと、水メタノールによるパワーブースターを搭載し、かつ30mmのモーターカノンを含めた武装強化、また高高度用に与圧キャビンなどの装備などをとりいれた計画名称Fw190Ra-4こと、Ta152シリーズである。なお、クルト・タンクはこれまでの功績を認められ、機体名に設計者のイニシャルを付与する栄誉を得ている。一説には、DB603エンジンの使用を希望するタンクに、空軍側がJumo213の使用をもちかける上での取引の結果とも言われる。いずれにせよこの型の機体名はTaであるが、あくまでもFw190の発展形である。

## 開発経緯と実戦
1942年には、それまでのいかなる爆撃機よりも高高度を飛行することができる新型のボーイング B29戦略爆撃機が襲来するという情報が伝えられ、ドイツでは、高高度戦闘機が緊急に必要となった。ドイツ空軍省はメッサーシュミット社とフォッケウルフ社に対して、偵察機としても使える高高度迎撃機の設計を提出するように要求した。
フラッペ & ローランによれば、1942年の秋、先に述べたFw190の性能向上策（短期プログラム）が検討された時、長期プログラムとして、現有の戦闘機の改良ではない、新たな高々度戦闘機の開発も計画されていた。この際メッサーシュミットはMe155Bを提案したが、フォッケウルフはFw190Cで採用が見送られたDB603を搭載した、Fw190の更なる改善型を検討した。計画名称はFw190Ra-4。また、Bf109にDB601、Fw190AにBMW801、Fw190DにJumo213が採用されていたことから、これらと競合しないDB603の採用はエンジンの供給面でも有利と考えられた。だが空軍はJumo213の使用を指示し、1943年5月または8月に計画は承認、Ta152もそれを搭載して「特殊高々度戦闘機」の開発が行われることとなった。
野原 (2009) によれば、1942年初め頃、タンクはFw190Dをさらに改良した新型機、計画名称Fw190Ra-4を空軍に提案する。また別の文献によれば、1942年末頃に空軍から出された要求は、新技術を用い全面的に設計を改めた高性能戦闘機、などと言った感じの、漠然としたものであったという。計画は承認され、Ta153として、メッサーシュミット Me209との競争試作が始まった。しかし1943年5月に競争試作は中止され、戦況を鑑み、つまり連合軍の新型爆撃機に対抗するための高々度迎撃戦闘機が必要であったため、Ta152として、改めて「特殊高々度戦闘機」として開発が行われることとなった。
あるいは、クルト・タンクは、Fw190Dから生まれた Fw190Ra-2 と Fw190Ra-3 の2つの型の設計を提出した。設計は承認され、設計者のイニシャルが付けられて、Ta 152B とTa152 H となった。この2つの型は翼幅が異なり、Ta 152B は普通の翼幅で、Ta 152H は翼幅が広かった。それ以外は見分けがつかなかった。2段3速のユモ(Jumo)213E エンジンを装着し、与圧室つきであった。
いずれにしても1944年7月頃より既存のFw190を改造し、高々度戦闘機型のH型を優先して試作および飛行テストが始まったが、2機続けて墜落。その後も事故は発生したが開発は進み、1945年1月からは第301戦闘航空団（JG301〈英語版〉）にTa152H-1が配備され、実戦テストが開始された。原型機は高度12,000m付近でMW50を使用して750 km/h、13,800m付近でも737 km/hの速度を発揮した。
なお、フラッペ & ローランによれば、Ta152の最初の型は、A型ではなくB型である。これはFw190A型との混同を避けるためであるとしている。また野原(2006)によれば、B型は地上攻撃型としている。なおD型、F型、G型もFw190と混同してしまうため使用されず。さらにC型は将来のDB603搭載機の為に、E型は戦闘偵察機型の為に予約されていた。このような理由でTa152の初の量産機の型式はH型となったのである。
また1944年8月、空軍はようやくDB603の使用許可を下し、1944年12月から翌1月にかけにはDB603LまたはLAエンジン（離昇出力2,100馬力）を搭載し、翼を全幅11mに切り詰めた中高度型のC-1型が初飛行を行い、また、C-11型までが計画され相当数が試作されたが、原型機その他少数機（一説には17機）が生産されたにすぎない。
総生産機数は文献により全く異なっており、参考文献に挙げた文献の内でも、終戦までにH-0型20機およびH-1型34機、1945年2月までに各型合計で67機、H-1型が約60機、H型160機ほど、百数十機、H-0が18機、H-1が24機かつ全型合計で67機、少なくとも150機、護衛戦闘機型H-2を含めH型が150機、などとされている。

## 主な改良点
全ての型で、主翼は新規設計である。B/C型では全幅11.0mと、Fw190D-9の10.5mとあまり変わらない幅のものを装備していたが、高々度型のH型では主翼は全幅14.44m、アスペクト比8.87と言うものを採用。またこれまでの戦訓を取り入れ、フラッペ&ローランによれば翼内に増加燃料タンクを装備している(6つ用意されており、5つは通常の燃料用で計400リットル、1つは水メタノール用)。300リットルの増槽を装備すれば、胴体内の595リットルと合わせて航続時間は4時間以上。『ドイツ空軍全史』によれば、翼内384リットル、胴体内592リットルで航続距離1,550kmである。フラップの動力は従来の電気式から、油圧式とされた。
Ta152 H-1では、2段3速過給器を装備したJumo213E（離昇出力1,730または1,750馬力、または2,230馬力〈MW50を装備。これは1段2速だった過給器を2段3速と改め、高々度性能の改善を図ったもので、離昇出力は1,750馬力のままだが、高度9,800 mにおいての出力は1,020馬力から1,420馬力へと大きく向上している。
その際、エンジン支持架はFw190D-9より77.2 cm前方に新設された。ただしエンジン支持架自体を短縮したため、機首の延長は61cmにとどまっている。この機首延長は主として、機首にMG151およびモーターカノンとしてのMK108などの30mm機関砲の装備のために執られた措置である。
これに伴い主翼の取り付け位置も35cm(主桁取り付け位置で)前方に移動されている。
また液冷エンジンはラジエーターを要するため、一般に重量は増加する。機体の重量増（全備状態でFw190A-8の4,750kgに対して5,217kg）に対応し、主脚の強化がなされ、タイヤの直径も740mmに増加、電動式だったものが油圧式に改められ、主翼の設計変更に伴いトレッドも3.5mから3.954mに拡大された。
また、垂直尾翼はFw190D-9とほぼ同じ面積ながら、内部設計を改めている。木製のものも製作されており、実際の機体に装備されていた可能性もある。キャノピー正面の防弾ガラスの厚さは50mmから70mmに、パイロット頭部背面の防弾鋼板も12mmから20mmに増厚された。
Jumo213Eは高度10,600mにおいても1,260馬力を発揮し、その高度でも操縦になんら問題はなかった。最高速度は高度9,000mで750km/h。それも、ドイツ製の必ずしも品質が良いとは言えない87オクタンの燃料を使用してである。また2種の出力増強装置を装備し、MW50水メタノール噴射装置用タンクは70リットル、28分相当を用意、GM-1出力増加装置用亜酸化窒素は60秒ないし150秒分搭載、使用時にはエンジン出力は410馬力向上する、または85リットルを搭載し、高度8,000 - 9,000mで200馬力の向上。MW50を使用すれば、高度12,500mで765km/hを発揮できた。
なお武装は、MK108 30mmモーターカノン (弾数90発)と、両翼の内翼にMG151 20mm機関砲が計2門(弾数各150発)である。なお、Fw190系戦闘機の主翼内翼武装は主翼のほぼ付け根に搭載されており、プロペラ圏内であるため、プロペラ同調式となっている。また、H型は野原 (2009)など多くの文献では与圧式キャビンを持っており、高度8,000mで差圧を0.23に維持できる能力があったとされるが、フラッペ&ローラン (1999)では与圧室は無いとされている（編注:これは開発途中の機体の事なのかもしれない）。なお与圧キャビンの搭載により気密を確保する必要から発射孔が廃止されたため、従来より活用されていた、専用ピストルによる信号弾や照明弾の発射が行えなくなった。このため本機では胴体後部内にAZA10と言う4発の信号弾を装填しておける発射機を、2基備えていた。これはMe262にも搭載されていたという。

## 実戦
主として既に実用化され配備されていたジェット戦闘機、メッサーシュミット Me262の離着陸時の護衛に用いられたという説が一般的である。ただしこのような運用であれば結果的にはわざわざ高々度戦闘機としてTa152を開発せずともFw190D型で十分だったのではないかとの指摘もある。
また、ヨーゼフ・カイル上級曹長は、 1945年2月21日のB-17撃墜を皮切りに、P-51、P-47各1機、Yak-9を2機撃墜し、Ta152で唯一のエースとなった。他にも、僅かながら実戦に参加した機が、終戦までに戦果を記録している。また、敵機に撃墜されたTa152は存在しないとする文献もあるが、1944年7月にフランス人エースのピエール・クロステルマンの操縦するスピットファイアがガーン上空で撃墜したともいう。
なお有名な逸話として、設計者のクルト・タンク自身による報告談ではあるが、次の様なものがある。終戦間際、ベルリン南部のコットブスでの会議に出席するため、Ta152を操縦していたクルト・タンクは、2機のP-51に遭遇した。襲いかかられそうになったが、水メタノール噴射装置を作動させると、完全に振り切った。田中義夫(他)はこれはH-0型だったとしている。長谷川 (2007) では、タンクは自身はあくまで民間人であるので戦闘はしない、との信条から逃走を選んだとしているが、『栄光のドイツ空軍』では、タンクが自身を民間人と認識していると同時に、そもそもこの機体は武装はされていたものの実弾を搭載していなかったとされている。

## 究極のレシプロ戦闘機説
第二次大戦のドイツ空軍にあって、ほぼ最後の、量産ラインに乗ったレシプロ戦闘機といえる本機は、日本の出版物において「究極のレシプロ戦闘機」などといった文言とともに、非常な高評価が与えられていることが少なくない。確かにレシプロ戦闘機として限界に近い750㎞/h超の速度、30mm機関砲と20mm機関砲の重武装、H型においては14,000mを超える実用上昇限度など、カタログスペックとしては高い物があるものの、わずかな部隊配備のまま敗戦を迎えており、実戦においてそれらの優秀性が示された証拠はなく、ファン的思い入れや出版物の宣伝コピー以上の意味で、そう断言できる根拠はないのが実際である。
歴史群像編集部 (2010) では上記の文言に触れながらも、唯一の量産型であるH型では発動機の不調が多発しておりMW 50も使用できず、（機械・兵器にはつきものの）初期不良も頻発し、稼働率は低迷、中低高度での飛行性能は旋回性能以外はFw190D-9に劣るものであったと言及している。また同書ではドイツ空軍は1945年3月末以降、特殊性の強い高高度機であるH型の生産は打ち切り、より量産が容易な、Fw190D-9の機体にモーターカノンとして30mm機関砲を装備した（Ta152と異なり機首上部の13mm機関砲2門は弾倉がバッティングするので廃止）Fw190D-12の量産を決定したともしている。

## その他
ロイヤル・エアクラフト・エスタブリッシュメント（RAE）空力テスト飛行隊の主席パイロットであるエリック・ブラウンは20種近いドイツ機を操縦した経験を持つが、彼はその著書『Wings of Luftwaffe』の中でTa152H-1を操縦した時のことを「高度10,700m以上では速度・上昇力・運動性においてスピットファイアMk.XIXを凌駕するが、横転性能はFw190Aより低下しており、また操縦に力が必要で安定性もよくないため操縦に疲れた。」と述懐している。
戦後、アメリカがイギリス経由で入手したTa152の1機（H-0）が、スミソニアン博物館のポール・ガーバー施設倉庫に保管されている。

## 各型の特徴
Ta152A
野原 (2006)によれば、通常型。田中ら (2006)によれば、Jumo213Aを搭載し機首と内翼に20 mm機関砲を計4門搭載しさらに外翼に30mm機関砲を搭載するA-1、および外翼にも20mm機関砲を装備し計6門としたA-2と言う重武装型。フラッペ&ローラン(1999)によれば欠番。高々度用のタイプを優先するため、1943年7月5日に開発は放棄されたという。野原 (2009)によれば、武装は機首に20mm機関砲、内翼に20mm機関砲を、計4門および30mmモーターカノンを装備するが、そもそもFw190D-9と比較して、性能上のメリットがほとんどなかったため、C型に切り替えされたとされる。エンジンもFw190D-9と同一である。
Ta152B
フラッペ&ローラン (1999)によれば、モーターカノンにMK 10830mm機関砲を、さらに両翼内翼に1門ずつを備えたものであったという。野原 (1999)によれば、30mmモーターカノンに、両翼に30mm機関砲と20mm機関砲合計4門と、さらに主翼下のガンポッドと言う重武装が計画されていたとある。これは地上攻撃機型であったが、迎撃戦闘機型を優先する必要から1944年中頃に開発は中止されている。なお、飯山 (2004)によれば中高度駆逐機または護衛戦闘機型とされている。敗戦直前には押し寄せるソ連陸軍に対抗する必要性から再度、30mm機関砲3門の仕様でTa152C-3にJumo213E-2とMW50を搭載するかたちでB-5/R11が試作され、原型機は1945年3月または4月に完成したが、実戦型の生産には至らなかった。Jumo213J（2,240馬力）と4翅プロペラを装備したB-7も計画されていた。
Ta152C
主翼を切り詰めた中・低高度向けまたは地上攻撃型のBシリーズから、エンジンをDB603E（離昇出力1,800馬力）またはDB603LA（離昇出力1,800馬力）へと変更されたタイプ。これに伴い空気取り入れ口は機首右から左へ移設された。与圧キャビンは搭載されていない。武装は機首と内翼に計4門の20mm機関砲、さらに30mmモーターカノンも装備。高度10,000m付近で730km/hを発揮した。
長谷川 (2007)によれば、C-1からC-4までが、野原 (2006) / (2009)によればC-1からC-11までが計画または発注されており、1945年3月以降量産が行われる予定だったが、生産は原型機3機とC-1型が少数のみ(野原 (2006) / (2009)によれば17機)。飯山 (2004)によれば、実戦で使用されたと言う説は無いと言う説が多い。また、野原 (2009)では、JG301にC-1/R11が2機のみ配備はされたものの、出撃は行われなかったようだとしている。
Ta152H-0
Hシリーズはアスペクト比の高い主翼を持つ、高々度向け機体。最優先で開発された。H-0は翼内燃料タンクを装備しない先行型。
エンジンはJumo213Eを搭載。前述したが、Fw190D-9にも搭載されたものがJumo213Aで、これは1段2速過給器で離昇1750馬力、高度6,000 mで1,500馬力、高度9,800mで1,020馬力と言うものであった。Jumo213E型は過給器を2段3速に改め、圧縮比を6.5から8.5と大幅に引き上げ、離昇出力は1,750馬力と従来のままだが高々度性能は大きく向上し、高度9,800mで1,420馬力を発揮した。なおJumo213はDB603に比べ排気量は小さいが、回転数で馬力を稼いでいる。
Ta152H-1
Hシリーズの本格量産機。翼内燃料タンクを装備。エンジンはJumo213EB。Jumo213EにGM-1出力増加装置を付加したもので緊急出力2,000馬力または2,170馬力を発揮。無線機を改良したH-2のほか、偵察機型のH-10/H-11/H-12も計画されていた。
Ta152E
計画のみ。戦闘偵察機型で、Jumo213Eを搭載。E-0/E-1型はC型と同じ切り詰めた主翼を、E-2型はH型と同じ主翼を持った。偵察には他の型を流用すれば済むと言うことで1945年2月に開発は中止された。
Ta152S
練習機で、タンデム状に複座化されている。C型ベースのもの、H型ベースのものの2種類があり、1945年4月から生産の予定があったようだが、生産されたと言う記録はない。

## 諸元
| 機体記号 | Ta152H-1                                                                                   | Ta152C-1/R11                                                               |
| -------- | ------------------------------------------------------------------------------------------ | -------------------------------------------------------------------------- |
| 全長     | 10.71m                                                                                     | 10.82m                                                                     |
| 全幅     | 14.44m                                                                                     | 11.00m                                                                     |
| 全高     | 3.35m                                                                                      | 3.6m                                                                       |
| 翼面積   | 23.50m2                                                                                    | 19.50m2                                                                    |
| 自重量   | 3,920kg                                                                                    | 4,010kg                                                                    |
| 全備重量 | 5,217kg                                                                                    | 4,160kg[要検証]                                                            |
| 速度     | 751km/h (9,100 m) 765km/h (12,500m、MW50使用)                                              | 730km/h (10,400m)                                                          |
| 巡行速度 | 500km/h                                                                                    |                                                                            |
| 航続距離 | 4時間または1,550km。                                                                       | 1,100km                                                                    |
| 上昇限度 | 14,800m                                                                                    | 12,300m                                                                    |
| 主武装   | MK108 30mm機関砲 プロペラ軸内 × 1、90発 MG151/20 20mm機関砲 主翼付け根 × 2、各 150 - 175発 | MK108 30mm機関砲 プロペラ軸内1 20mm機関砲 機首上面 × 2、20mm機関砲 内翼 ×2 |
| 発動機:  | Jumo213E-1 離昇 1,730馬力 2,230馬力(MW50水メタノール噴射使用)                              | DB603LA 2,100馬力                                                          |
| 乗員     | 1名                                                                                        | 1名                                                                        |

※ H-1型の諸元は特記無き限り、フラッペ&ローラン (1999) p.451による。数値は文献によって若干の違いが見られる。C-1/R11については同様に田中らの文献に準拠する。なお田中らによればH-1の全長も10.82 mであり、野原 (2006)でも10.810 mであるため、正確な値は不明。

## 現存する機体
| 型名     | 番号        | 機体写真 | 国名     | 所有者                                     | 公開状況 | 状態     | 備考 |
| -------- | ----------- | -------- | -------- | ------------------------------------------ | -------- | -------- | ---- |
| Ta152H-0 | WkNr.150020 |          | アメリカ | 国立航空宇宙博物館 ポール・E・ガーバー施設 | 公開     | 静態展示 |      |

## 登場作品
【The Cockpit-成層圏気流】
主人公のラインダースが上官から｢汚名返上のチャンス｣としてTa152-H1を乗機にされる。鹵獲したB-17の護衛をするが1機の英軍機にB-17を撃墜される。のちのその英軍機はラインダース機のTa152-H1に撃墜され炎上する。